# Puyo Puyo 7
Puyo Puyo 7 (ぷよぷよ7 Puyo Puyo Sebun) é um jogo de quebra-cabeça lançado em 2009 no Nintendo DS, PlayStation Portable e Wii. É uma série de jogos de Puyo Puyo.
O modo de jogo de base, Grande Transformação (だいへんしん Daihenshin), permite aos personagens de assumir formas de crianças ou adultos, dando-os puyo menores ou maiores, respectivamente.

## Personagens
Novos personagens de "Puyo Puyo 7"
Ringo Andou, Maguro Sasaki, Risukuma, Dark Arle, Ecolo
Personagens da série "Puyo Puyo" original
Arle, Skeleton-T, Draco Centauros, Schezo, Suketoudara, Rulue, Satan, Carbuncle
Personagens da série "Puyo Pop Fever"
Amitie, Sig, Raffina, Feli, Lemres, Klug
Personagens do final do modo "História"
Todos juntos (Ringo, Arle, Amitie como os 3 protagonistas)
Outros personagens: Harpie, Witch

## Sistema de jogo
Há cinco modos de jogo utilizado em jogos de Free Battle. Exceto no modo Missão, um jogador é eliminado quando ele/ela deixa na cabeça, e o último jogador (ou lateral) ganha a rodada.
Puyo Puyo Grande Transformação (ぷよぷよだいへんしん Puyopuyo Daihenshin)
Mini Puyo (ちびぷよ Chibi puyo)
Mega Puyo (でかぷよ Deka puyo)
Puyo Puyo (ぷよぷよ Puyopuyo)
Puyo Puyo 2 (ぷよぷよ通 Puyopuyo tsū)
Puyo Puyo Fever (ぷよぷよフィーバー Puyopuyo Fībā)
Missão Puyo (なぞぷよ Nazo puyo)
O modo de história centra-se principalmente na Grande Transformação, mas tem um pequeno número de outros modos além disso.
Os três primeiros modos também estão disponíveis para jogos multijogador através da Nintendo Wi-Fi Connection.

## Outros
O próximo jogo de vídeo seria Puyo Puyo Tetris, mas em razão das circunstâncias, o jogo Puyo Puyo!! 20th Anniversary tornou-se seu sucessor (lançado em 14 de julho de 2011). Puyo Puyo Tetris foi lançado a cerca de 2 anos e meio depois em 2014.